# Rhachisphora selangorensis
Rhachisphora selangorensis là một loài côn trùng cánh nửa trong họ Aleyrodidae, phân họ Aleyrodinae.
Rhachisphora selangorensis được Corbett miêu tả khoa học đầu tiên năm 1933.